# 卡爾十六世·古斯塔夫國是訪問列表
以下列出瑞典國王卡爾十六世·古斯塔夫的所有國是訪問。

## 1970年代
- 1974年
  - 10月8日：挪威王國，訪問國王奧拉夫五世
  - 12月19－21日：芬蘭共和國，訪問總統烏爾霍·卡勒瓦·吉科寧
- 1975年
  - 4月10日：丹麥王國，訪問女王瑪格麗特二世
  - 6月10日：冰島共和國，訪問總統克里斯蒂安·埃爾亞恩
  - 7月8日：大不列顛及北愛爾蘭聯合王國：訪問女王伊丽莎白二世
- 1976年
  - 10月25－28日：荷蘭王國，訪問女王朱麗安娜
- 1977年
  - 3月15日：比利時王國，訪問國王博杜安
- 1978年
  - 6月7－15日：蘇維埃社會主義共和國聯盟，訪問最高蘇維埃主席團主席列昂尼德·伊里奇·布里茲涅夫
  - 9月11－15日：南斯拉夫社會主義聯邦共和國，訪問總統約瑟普·布羅茲·鐵托
- 1979年：
  - 3月20－27日：德意志聯邦共和國，訪問總統瓦爾特·謝爾
  - 11月6－9日：奧地利共和國，訪問總統魯道夫·基希施萊格

## 1980年代
- 1980年
  - 4月14－18日：日本國，訪問天皇裕仁
  - 6月16－19日：法蘭西共和國，訪問總統瓦勒里·季斯卡·德斯坦
- 1981年
  - 2月9－14日：坦桑尼亞共和國，訪問總統朱利葉斯·尼雷爾
  - 2月20－24日：沙地阿拉伯王國，訪問國王哈立德·本·阿卜杜勒-阿齊茲·阿勒沙特
  - 9月14－23日：中華人民共和國，訪問中華人民共和國政府
- 1982年
  - 1月17－23日：墨西哥合眾國，訪問總統何塞·洛佩斯·波蒂略
  - 3月26－4月6日：澳大利亞聯邦，訪問總督澤爾曼·考恩
- 1983年
  - 3月22－25日：西班牙王國，訪問國王胡安·卡洛斯一世
  - 8月22－25日：芬蘭共和國，訪問總統毛諾·科伊維斯托
  - 9月21－23日：盧森堡大公國，訪問大公讓
- 1984年
  - 4月2－7日：巴西聯邦共和國，訪問總統若昂·巴普蒂斯塔·德奧利維拉·菲格雷多
- 1986年
  - 9月29日－10月5日：葡萄牙共和國，訪問總統馬里奧·蘇亞雷斯
  - 11月1－6日：埃及共和國，訪問總統穆罕默德·胡斯尼·穆巴拉克
- 1987年
  - 6月23－26日：冰島共和國，訪問總統維格迪絲·芬博阿多蒂爾
- 1988年
  - 3月14－19日，加拿大，訪問總督珍·索韋
- 1989年
  - 2月13－16日：紐西蘭，訪問總督保羅·里夫斯
  - 9月18－21日：約旦哈希姆王國，訪問國王侯賽因·本·塔拉勒

## 1990年代
- 1991年
  - 4月8－10日：意大利共和國，訪問總統弗朗切斯科·科西加
  - 5月2－4日：天主教教廷，訪問教宗若望·保祿二世
  - 5月27－30日：匈牙利共和國，訪問總統哥恩斯·阿爾帕德
- 1992年
  - 4月7－9日：芬蘭共和國，訪問總統瑪麗·羅賓遜
  - 4月22－24日：愛沙尼亞共和國，訪問總統阿諾爾德·呂特爾
  - 9月9－11日：拉脫維亞共和國，訪問總統阿納托利·瓦列里揚諾維奇·戈爾布諾夫
  - 10月15－16日：立陶宛共和國，訪問總統維陶塔斯·蘭茨貝吉斯
- 1993年
  - 6月7－9日：挪威王國，訪問國王哈拉爾五世
  - 9月22－24日：波蘭共和國，訪問總統萊赫·華里沙
  - 10月11－16日：印度共和國，訪問總統尚卡爾·達亞爾·夏爾馬
- 1995年
  - 5月16－18日：捷克共和國，訪問總統瓦茨拉夫·哈維爾
- 1996年
  - 3月12－15日：馬來西亞，訪問最高元首端姑查法
  - 8月28－30日：芬蘭共和國，訪問總統馬爾蒂·阿赫蒂薩里
  - 12月2－5日：智利共和國，訪問總統愛德華多·弗雷·魯伊斯-塔格萊
- 1997年
  - 2月18－20日：南非共和國，訪問總統納爾遜·曼德拉
- 1998年
  - 11月3－6日：莫桑比克共和國，訪問總統若阿金·希薩諾
- 1999年
  - 4月26－29日：希臘共和國，訪問總統科斯蒂斯·斯特凡諾普洛斯

## 2000年代
- 2000年
  - 11月9－11日：保加利亞共和國，訪問總統彼得·斯托揚諾夫
- 2001年
  - 5月8－11日：比利時王國，訪問國王阿爾貝二世
  - 11月8－11日：俄羅斯聯邦，訪問總統弗拉基米爾·弗拉基米羅維奇·普京
- 2002年
  - 4月3－5日：斯洛伐克共和國，訪問總統魯道夫·舒斯特
  - 11月5－7日：墨西哥合眾國，訪問總統比森特·福克斯·克薩達
- 2003年
  - 2月25日－3月1日：泰王國，訪問國王普密蓬·阿杜德
  - 4月8－10日：羅馬尼亞，訪問總統揚·伊利埃斯庫
  - 8月26－28日：芬蘭共和國，訪問總統塔里婭·哈洛寧
- 2004年
  - 2月2－6日：越南社會主義共和國，訪問國家主席陳德良
  - 2月7－9日：汶萊和平之國，訪問國王哈吉·哈桑納爾·博爾基亞
  - 6月15－17日：斯洛文尼亞共和國，訪問總統亞內茲·德爾諾夫舍克
  - 9月7－9日：冰島共和國，訪問總統奧拉維爾·拉格納·格里姆松
- 2005年
  - 11月7－12日：澳大利亞聯邦，訪問總督米高·傑弗里
- 2006年
  - 5月30日－6月1日：土耳其共和國，訪問總統阿赫邁特·內吉代特·塞澤爾
  - 7月17－22日：中華人民共和國，訪問國家主席胡錦濤
  - 10月24－27日：加拿大，訪問總督米歇尔·让
- 2007年
  - 3月26－31日：日本國，訪問天皇明仁
  - 5月9－11日：丹麥王國，訪問女王瑪格麗特二世
  - 11月20－22日：奧地利共和國，訪問總統海因茨·菲舍爾
- 2008年
  - 5月5－7日：葡萄牙共和國，訪問總統阿尼巴爾·卡瓦科·席爾瓦
  - 9月30日－10月3日：烏克蘭，訪問總統維克多·安德烈耶維奇·尤先科
- 2009年
  - 3月24－27日：意大利共和國，訪問總統喬治·納波利塔諾
  - 4月21－23日：荷蘭王國，訪問女王贝娅特丽克丝